# The Fuzztones
The Fuzztones sind eine amerikanische Garage-Rock-Band.

## Geschichte
Die Band wurde 1980 durch den Sänger und Gitarristen Rudi Protrudi in New York gegründet. Zu Beginn der 1980er-Jahre prägten sie maßgeblich das Garagenrock-Revival mit.
Bis zur Auflösung der ersten Formation im Jahre 1987 erspielten sie sich einen Kultstatus in Amerika und Europa durch ihre Live-Auftritte, bei denen sie neben Eigenkompositionen auch Coverversionen von größtenteils „vergessenen“ Liedern aus den Sechzigern spielten. Durch dieses Zutagefördern aus dem Bereich Garage Punk und Psychedelic Rock wurden wieder Bands wie The Sonics von einer jungen Musikergeneration entdeckt, die Jahre später die Grunge-Welle anstoßen sollten.
Obschon die Fuzztones schon früh bei einem Major Label unter Vertrag waren, war es nie ihr Hauptziel, kommerziellen Erfolg zu haben. Sie spielten konsequent ihren „dreckigen“ Sound auf ihren 60er-Originalinstrumenten und werden dafür von einer kleinen aber treuen Anhängerschaft geliebt.
Es folgten auch musikalische Zusammenarbeiten mit Screamin’ Jay Hawkins oder Sky Saxon (ehemals The Seeds) und anderen Helden aus dem früheren R'n'R-Universum. Nach einer längeren Pause veröffentlichten die Fuzztones im Jahre 2003 mit Salt for Zombies wieder einmal einen neu bespielten Tonträger.

## Diskografie

### Alben
- 1985: Lysergic Emanations
- 1987: Live in Europe
- 1989: In Heat
- 1989: Creatures That Time Forgot
- 1991: Braindrops
- 1991: Monster a Go Go!
- 1994: Teen Trash
- 1994: Lysergic Ejaculations (live)
- 1996: Flashbacks
- 2003: Salt for Zombies
- 2005: LSD 25 (Best of)
- 2008: Horny as Hell
- 2009: Lysergic Legacy (Best of)
- 2011: Preaching to the Perverted
- 2012: Snake Oil
- 2020: NYC
- 2024: Live at Rockpalast

### EPs
- 1984: Leave Your Mind at Home
- 1986: Bad News Travels Fast
- 1988: Nine Months Later
- 1989: Hurt on Hold
- 1989: Nine Months Later
- 1990: Action
- 1992: Romilar D
- 2006: BOOM
- 2022: Encore